# Incidente do balão chinês nos Estados Unidos em 2023

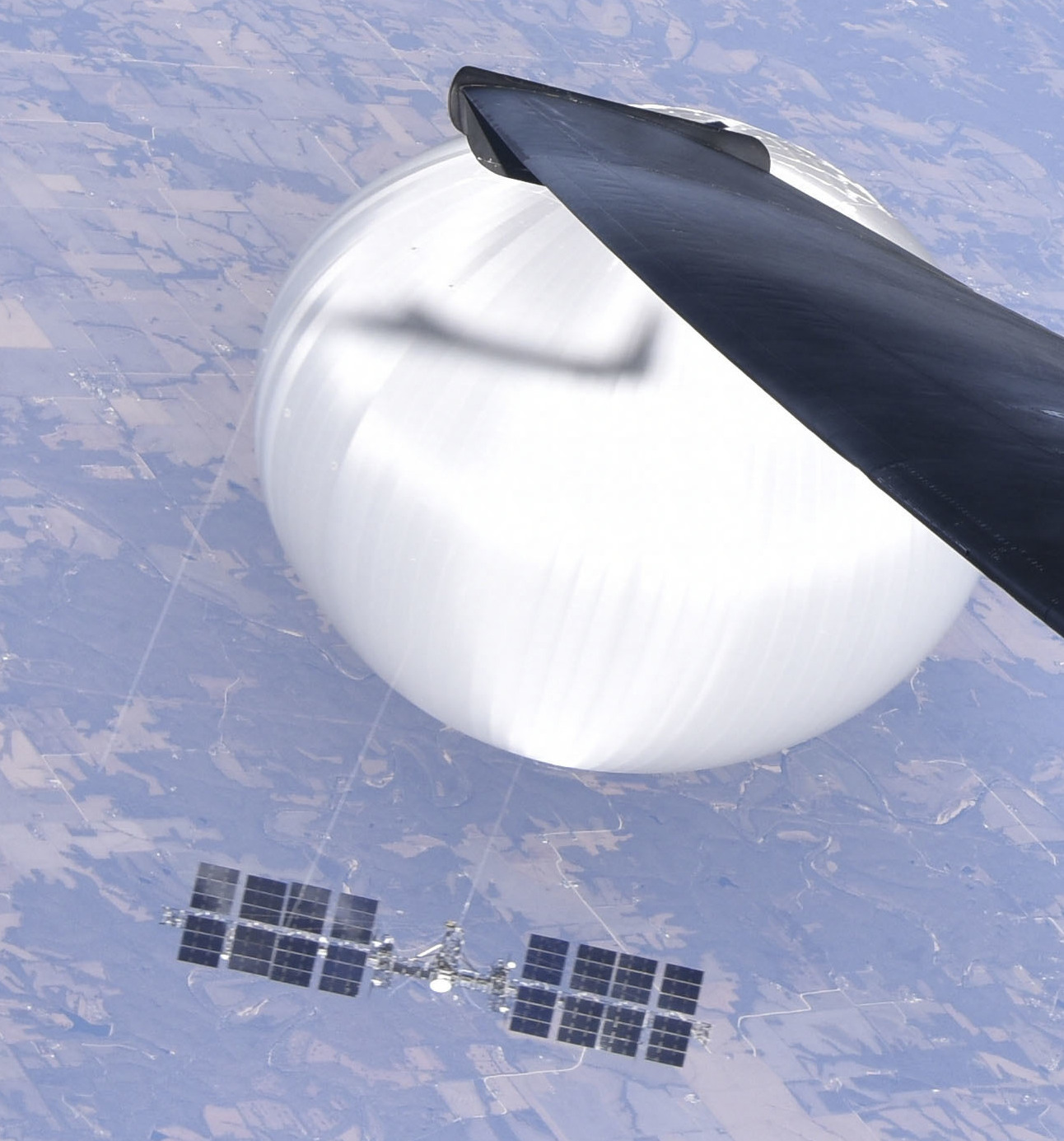
O balão de vigilância chinês fotografado por um Lockheed U-2.

A trajetória do balão chinês

O Incidente de um balão espião chinês que sobrevoou os Estados Unidos começou em 2 de fevereiro de 2023, quando as autoridades de defesa americanas observaram o que suspeitavam ser um balão de vigilância e rastrearam seu caminho pelos Estados Unidos sobre o estado de Montana. Autoridades canadenses relataram que estavam monitorando um possível segundo incidente. Autoridades chinesas reconheceram que o balão pertence ao país mas afirmaram que se trata de um dispositivo civil de uso meteorológico. A viagem diplomática programada do secretário de Estado dos EUA, Antony Blinken, à China foi adiada pelo presidente Joe Biden em resposta.
Em junho, o Presidente dos EUA, Joe Biden, afirmou que o balão transportava o equivalente a "dois vagões completos de equipamento de espionagem".  O balão era impulsionado por uma hélice.
Em 4 de fevereiro, aproximadamente as 14h30 (horário local) o balão foi abatido sobre a costa de Surfside Beach, Carolina do Sul, ao sul de Myrtle Beach. Autoridades reafirmaram que o balão era de uso militar, parte de uma operação do Exército de Libertação Popular da China (PLA) – que vem coletando informações militares de diversos países nos últimos anos, incluindo aliados importantes, como Japão, Índia e as Filipinas – e teria partido da Base Naval de Yulin, em Hainan. A China exigiu que os restos do balão fossem devolvidos ao país. Em 9 de fevereiro de 2023, a administração Biden anunciou restrições à vendas de tecnologias dos Estados Unidos para cinco empresas chinesas e um instituto de pesquisa, como parte de sua resposta ao incidente do balão espião.

## Localização e origem

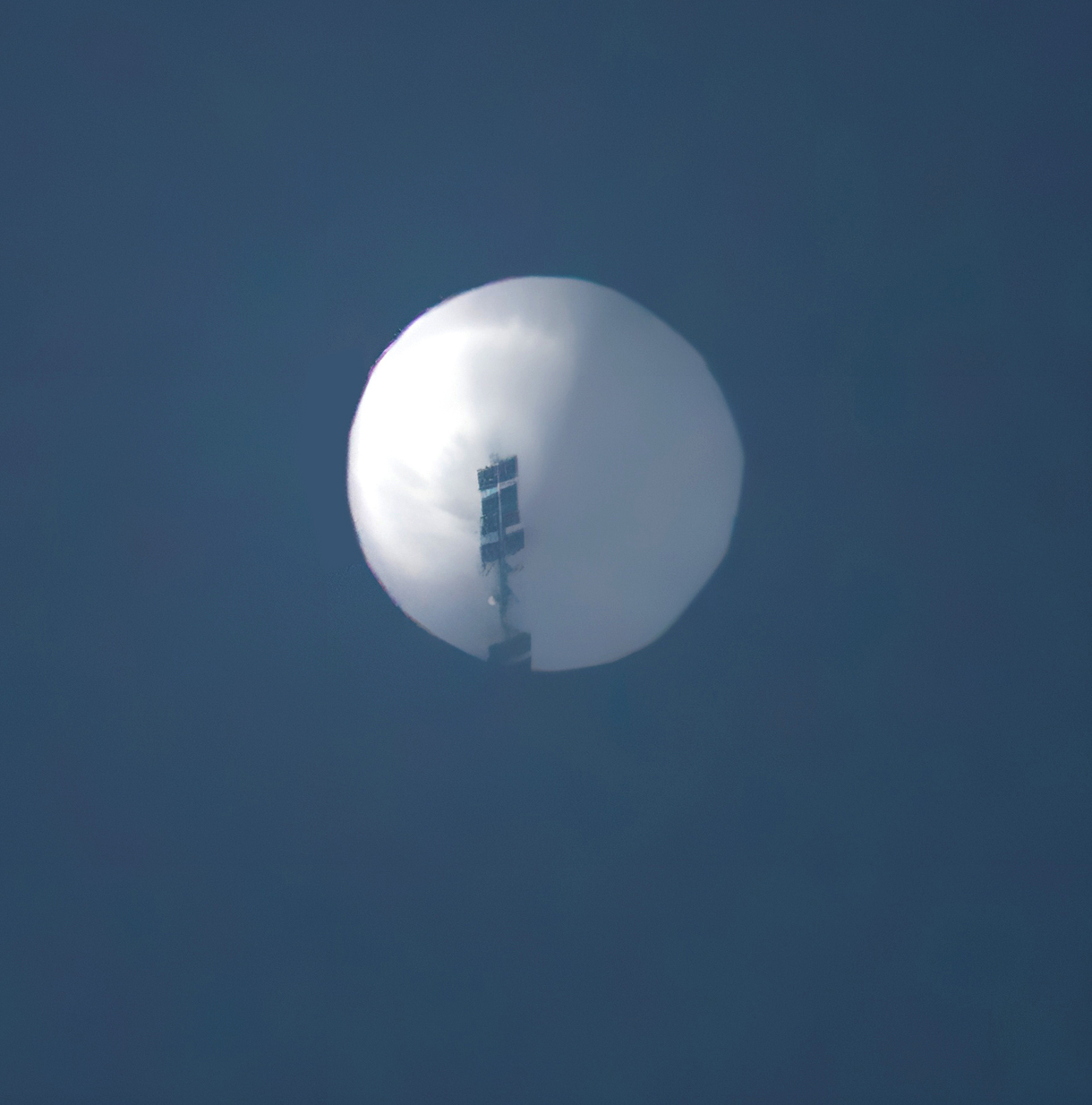
O balão de vigilância sobrevoando os Estados Unidos

O balão estaria voando na estratosfera, onde não representaria um risco à segurança de aeronaves comerciais devido à sua grande altitude; os balões costumam operar entre 24 e 37 mil metros, excedendo a altitude máxima usual dos aviões de 12 000 m. O balão começou sua deriva controlada em território americano em 28 de janeiro. Ele foi rastreado sobre Montana no início de fevereiro, passando pelos Estados Unidos continentais depois de viajar pelas Ilhas Aleutas e Canadá.
Funcionários do Pentágono disseram que o balão espião, era remotamente manobrável até certo ponto pelos chineses, mas ainda dependente da corrente de ar para viajar. Um alto funcionário do governo disse que a China desenvolveu uma frota de balões para conduzir operações de vigilância que foram avistadas em cinco continentes. Um alto funcionário da defesa do governo Biden disse que isso aconteceu três vezes durante o governo Trump e uma vez durante o governo Biden. Altos funcionários do governo Trump disseram que nunca foram informados sobre incursões de balões espiões chineses enquanto estavam no cargo. Trump, em seu site de mídia social Truth Social, chamou as alegações de invasões durante seu governo de “falsa desinformação”, e seu último diretor de inteligência nacional, John Ratcliffe, também negou.
Autoridades disseram que o balão mais recente, equipado com painéis solares para alimentar a propulsão, câmeras e tecnologia de vigilância, saiu do território americano na segunda-feira e passou o dia sobre os Territórios do Noroeste do Canadá. Mas voltou aos Estados Unidos na terça-feira, depois de entrar pelo norte de Idaho, para grande surpresa das autoridades do Comando do Norte e do Pentágono. Oficiais do Pentágono ficaram alarmados porque o estado abriga a 341ª Ala de Mísseis na Base Aérea de Malmstrom, uma das três bases da Força Aérea dos EUA que operam e mantêm mísseis balísticos intercontinentais. Um funcionário do Pentágono descreveu o choque com o que os funcionários consideraram um esforço flagrante e mal disfarçado de espionagem. Um alto funcionário do governo Biden chamou a mudança de audaciosa.
Autoridades voltaram a afirmar que o balão era de uso militar, parte de uma operação do Exército de Libertação Popular da China que vem coletando informações militares, incluindo de aliados como Japão, Índia e as Filipinas e teria partido da Base Naval de Yulin, em Hainan. A China exigiu que os restos do balão fossem devolvidos, mas as autoridades americanas já descartaram essa possibilidade.

## Propósito
O balão é um balão de vigilância com aproximadamente o tamanho de três ônibus com compartimento de tecnologia. Não se acredita estar obtendo qualquer inteligência que não possa ser coletada por satélites. As incursões de balão anteriores permaneceram por um período muito mais curto nos Estados Unidos continentais; a última vez sendo as bombas de balão Fu-go usadas pelos japoneses durante a Segunda Guerra Mundial.
O NY Times notou que: "enquanto os satélites espiões podem ver quase tudo, balões equipados com sensores de alta tecnologia pairam sobre um local por muito mais tempo e podem captar rádio, celular e outras transmissões que não podem ser detectadas do espaço.". As agências de inteligência concluíram que as antenas do balão eram capazes de localizar dispositivos de comunicação, incluindo telefones celulares e rádios, e coletar dados deles, disseram autoridades dos EUA. Mas eles não souberam identificar que tipos de dispositivos estavam sendo visados, disseram duas autoridades. As radiofrequências podem ser detectadas por satélites orbitais. Os sinais de telefones celulares são mais difíceis de detectar do espaço, mas atingem a altura de onde o balão estava flutuando, a 60.000 pés.
Conforme o NY Times, existe a convicção dentro do exército chinês, de que é necessário desenvolver armas e estratégias que pudessem lhe dar uma vantagem surpreendente. A Universidade Nacional de Tecnologia de Defesa da China tem uma equipe de pesquisadores que estudam avanços em balões. Os balões são “um olho poderoso no céu para cobrir alvos de baixa altitude e superfície”, disse um artigo do jornal das forças armadas chinesas em 2021. “No futuro, as plataformas de balão podem se tornar, como submarinos nas profundezas do oceano, um assassino oculto arrepiante.".

## Resposta
- Estados Unidos: Oficiais de defesa americanos consideraram derrubar o balão, mas decidiram não fazê-lo devido ao risco de destroços ferirem civis no solo. Uma reunião foi convocada entre o Secretário de Defesa Lloyd Austin, o Chefe do Estado-Maior Conjunto General Mark Milley, o Comandante General do NORTHCOM/NORAD Glen D. VanHerck e outros comandantes militares. O presidente Joe Biden recebeu uma "forte recomendação" das autoridades para que não fosse abatido. O balão foi monitorado por aeronaves tripuladas enviadas pelo NORAD, incluindo a aeronave de alerta precoce Boeing E-3 Sentry (comumente conhecida como AWACS) e a aeronave F-22 Raptor da Base Aérea de Nellis. O presidente dos EUA, Joe Biden, adiou a viagem diplomática programada do secretário de Estado Antony Blinken à China no dia seguinte em resposta.[6]

- Canadá: As autoridades canadenses convocaram o embaixador chinês no Canadá para Ottawa, enquanto o Departamento de Defesa Nacional anunciou que estava monitorando a situação ao lado dos Estados Unidos por meio do NORAD. Uma declaração das Forças Armadas canadenses enfatizou que não havia ameaça aos canadenses.[3]

- China: Um porta-voz do Ministério das Relações Exteriores da China afirmou que o balão era "um dirigível civil usado para fins de pesquisa, principalmente meteorológicos.[2][4] Afetado pelos Westerlies e com capacidade limitada de autodireção, o dirigível se desviou muito de seu curso planejado". O Departamento de Estado dos Estados Unidos rejeitou essa alegação. O China Daily, controlado pelo estado chinês, disse: "Para espionar os EUA com um balão, é preciso ficar muito para trás para usar uma tecnologia dos anos 1940 e ser avançado o suficiente para controlar seu vôo através do oceano. Aqueles que fabricam a mentira estão apenas expondo sua ignorância."[15]